# Thyenula juvenca
Thyenula juvenca là một loài nhện trong họ Salticidae. Chúng được Eugène Simon miêu tả năm 1902.